# География Шри-Ланки
Государство Шри-Ланка находится в Южной Азии и почти полностью расположена на одноимённом острове. Площадь всей страны вместе с морскими территориями — 65 610 км2, схожую площадь имеют Тасмания и Сахалин. Протяжённость береговой линии — 1340 км.
Остров Шри-Ланка (также известен как Цейлон) омывается водами Индийского океана и его Бенгальского залива. Длина острова с севера на юг 432 км, а ширина с запада на восток 224 км. Отделён от Индостана Манарским заливом и Полкским проливом шириной в 50 км.
Природные ресурсы: известняк, глина, фосфаты, графит.
Адамов мост — цепочка островов в Полкском проливе — когда-то полностью соединял Шри-Ланку с материком, но, по данным летописей, был разрушен землетрясением около 1481 года.

## Рельеф
Почти всё побережье острова состоит из песчаных пляжей. Бо́льшая часть поверхности острова представляет собой волнистую равнину высотой от 30 до 200 метров. Наиболее резкий переход от равнины к горам наблюдается на юго-востоке. На севере наоборот этот переход очень плавный.
В центральной части страны расположено Центральное плато, протяжённость которого с севера на юг составляет 65 км. Территория, поднятая выше 1500 м над уровнем моря, рассечена разломами. Высочайшая вершина Шри-Ланки — гора Пидуруталагала (2524 м), которая находится в центре плато. Вторая по высоте вершина — Киригалпотта (2395 м). Но более известен Пик Адама (2243 м), который находится юго-западнее Пидуруталагалы. На востоке есть ещё одна примечательная гора — Намунакула (2036 м). Севернее основного плоскогорья есть горная местность с хребтами, глубокими ущельями и пиками, достигающими 1800 м. Западнее основного плоскогорья и южнее пика Адама также есть местность с довольно высокими хребтами.

## Климат
Субэкваториальный муссонный: северо-восточный муссон длится с октября по март, юго-западный — с июня по октябрь. Наиболее интенсивные дожди на юго-западных склонах гор в период с мая или июня по октябрь. В это время там количество осадков в месяц может достигать 2 500 мм. С декабря по март муссонные ветры прибывают с противоположного направления (с Бенгальского залива), принося около 1250 мм осадков в месяц. 
Самые низкие средние температуры в центральной горной местности (16°С), а самые высокие на северо-восточном побережье (32°С), где температура может достигать 38°С. Средняя годовая температура по стране — от 28 до 30°С.
Более высокая влажность наблюдается в юго-западных районах и в горной местности. Например, в Коломбо влажность превышает 70 %, а во время муссонов достигает 90 % в июле. В Анурадхапура влажность днём ниже 60 %, а в ноябре и декабре достигает 80 %.